# Casatenovo
Casatenovo é uma comuna italiana da região da Lombardia, província de Lecco, com cerca de 11.874 habitantes. Estende-se por uma área de 12 km², tendo uma densidade populacional de 990 hab/km². Faz fronteira com Besana in Brianza (MI), Camparada (MI), Correzzana (MI), Lesmo (MI), Lomagna, Missaglia, Monticello Brianza, Usmate Velate (MI).

## Demografia
| Variação demográfica do município entre 1861 e 2011                               |
|                                                                                   |
| Fonte: Istituto Nazionale di Statistica (ISTAT) - Elaboração gráfica da Wikipedia |